# Red 2
RED 2 (Brasil: Red 2 - Aposentados e Ainda Mais Perigosos / Portugal: RED 2: Ainda Mais Perigosos) é um filme de comédia de ação estadunidense e sequência de RED, filme de 2010. Foi inspirado pela série limitada de quadrinhos de mesmo nome, criado por Warren Ellis e Cully Hamner, e publicado pela DC Comics com impressão da Homage Comics. O filme é estrelado por Bruce Willis, John Malkovich, Mary-Louise Parker, Catherine Zeta-Jones, Lee Byung-hun, Anthony Hopkins e Helen Mirren, com Dean Parisot dirigindo um roteiro escrito por Jon e Erich Hoeber. Red 2 foi lançado em 19 de julho de 2013.

## Sinopse
Frank e seu grupo de espiões aposentados precisam procurar um dispositivo nuclear perdido, enquanto enfrentam terroristas, assassinos e governos que pretendem encontrar o dispositivo primeiro. A ação se passa na Europa e o elenco ganha a adição de Anthony Hopkins.

## Elenco
- Bruce Willis - Frank Moses[3]
- John Malkovich - Marvin Boggs[3]
- Helen Mirren - Victoria Winslow[4]
- Mary-Louise Parker - Sarah Ross[3]
- Anthony Hopkins - Dr. Edward Bailey[5]
- Catherine Zeta-Jones - Katja Petrokovich[6]
- Byung-hun Lee - Han Cho Bai[6]
- Brian Cox - Ivan Simanov[7]
- David Thewlis - The Frog[8]
- Neal McDonough - Jack Horton[9]
- Titus Welliver (não creditado)

## Produção
Em janeiro de 2011, a Summit Entertainment recontratou os roteiristas Jon e Erich Hoeber para escrever a segunda parte de Red devido ao sucesso financeiro do filme, que até superou as expectativas do produtor Lorenzo di Bonaventura.
 Helen Mirren, no mês de março de 2011 disse que ela está pronta para Red 2. Em outubro de 2011, a Summit anunciou que Red 2 seria lançado em 2 de agosto de 2013 e que o filme "reunir a equipe de agentes da CIA aposentados com alguns novos amigos como eles usam o seu "estilo old-school" para assumir novos inimigos na Europa." Em fevereiro de 2012, Dean Parisot, mais conhecido por dirigir Galaxy Quest e Fun With Dick and Jane, entrou em negociações finais para dirigir a sequência.
Em maio de 2012, Catherine Zeta-Jones e Lee Byung-hun assinou contrato para se juntar ao elenco de Red 2. Além disso, em maio, foi noticiado que Anthony Hopkins era para aparecer no filme como o vilão, Edward Bailey, se um conflito de agendamento pode ser trabalhado com Thor: The Dark World. Em julho de 2012, Neal McDonough entrou em negociações para se juntar ao elenco de Red 2.
Em agosto de 2012, foi anunciado que a Red 2 iria filmar em Montreal no início de setembro. A cidade foi escolhida por causa de um crédito fiscal de 25 por cento oferecido pela província de Quebec, e por causa de sua semelhança com cidades europeias (as configurações do cinema incluem Londres, Paris e Moscou). Também foi relatado que, após a sessão de Montreal, a produção iria filmar em Londres, apesar de Montreal dobrou para Londres em algumas cenas.
 Em setembro de 2012, David Thewlis se juntou ao elenco como um personagem chamado The Frog, um negociante de informações que tem seu nome envolvido por envenenar o abastecimento de água no Kremlin usando um sapo venenoso da Amazônia. A filmagem principal começou no final de setembro, em Montreal. A produção mudou-se para Paris em meados de outubro, depois para Londres até o final do mês. Em março de 2013, a Summit mudou a data de lançamento do filme, a partir de 2 de agosto de 2013 a 19 de julho de 2013.

A foto de infância de Han Cho-bai (Lee Byung-hun) e seu pai que aparece no filme são realmente fotos de Lee com seu falecido pai, que morreu em 2000. O pai de Lee era um fã de filmes de Hollywood e sonhava em ser o próprio ator. Quando Lee contou essa história com Dean Parisot, o diretor, ele estava tão emocionado que ele decidiu incluir o pai de Lee nos créditos finais como um do elenco principal, mesmo que as fotos aparecem apenas brevemente no filme.

## Recepção

### Bilheteria
Red 2 aberto em 19 de julho de 2013 na América do Norte. Em sua semana de estréia, o filme arrecadou 18.5 milhões de dólares e terminou em quinto lugar, que foi menor do que os 21.8 milhões de dólares que seu antecessor ganhou em outubro de 2010. De acordo com o saldo de  votação, 67% do público foi mais de 35 anos e 52% era do sexo masculino. A partir de 21 de outubro de 2013, Red 2 já arrecadou 53.3 milhões de dólares na América do Norte e 76.2 milhões de dólares no exterior para um total de 129.5 milhões de dólares em todo o mundo.

### Resposta da crítica
Red 2 recebeu críticas mistas dos críticos de cinema. O filme tem um índice de aprovação de 42% em Rotten Tomatoes, com uma classificação média de 5.4/10 baseado em 131 comentários. Metacritic, que usa uma média ponderada, atribuída uma pontuação de 47 em 100, com base em opiniões de 38 críticos.
Justin Chang, da Variety chamou Red 2 "Uma sequência obrigatória que não consegue recapturar os manhosos, prazeres descontraídos de seu antecessor alegremente ridículo." Todd Gilchrist de The Wrap disse, "...Em uma sequência indiferente que ninguém pediu exceto, talvez, os seus credores, [Bruce Willis] parece desmotivado para sorrir para todos, muito menos oferecer uma série de emoções que constituem uma performance crível ou convincente." Justin Lowe do The Hollywood Reporter disse, "Não que isso não é divertido, mas a premissa do filme é certamente bem passado o seu "uso por" data, resultando em uma outra seqüência razoavelmente palatável distinguida por uma falta de coerência narrativa e estilística que poderiam sustentar uma franquia realmente viável." Betsy Sharkey do Los Angeles Times disse, "Sem dúvida, a esperança era de que [Dean] Parisot poderia fazer para o gênero de ação que ele fez com o universo de Star Trek e na sátira de 1999 Galaxy Quest. Ele tem, e ele não tem. Red 2 é muito mais do que uma mescla do que devia ter sido." Nicolas Rapold do The New York Times disse, "Carros carenagem, planos de infiltração preguiçosamente escritos são executados, e a violência é abundante e sem dentes."

## Sequência
Em maio de 2013, Lionsgate assinou novamente com Jon e Erich Hoeber para escrever uma terceira parte.